# Henri Le Fauconnier

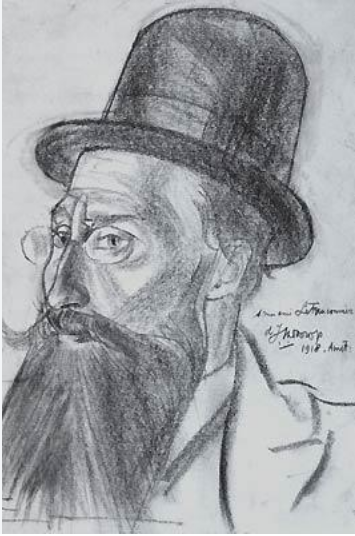
Portret van Le Fauconnier door Jan Toorop, 1918

Henri Victor Gabriel Le Fauconnier (Hesdin, 5 juli 1881 – Parijs, 25 december 1946) was een Franse kubistische schilder. 

## Zijn leven
Le Fauconnier kwam in 1901 naar Parijs, waar hij na, een rechtenstudie aan de École de Droit, leerling werd in het atelier van Jean-Paul Laurens en zich in 1906 inschreef aan de Académie Julian. Hij wijzigde zijn naam in Le Fauconnier en nam deel aan de Salon des Indépendants van 1904. Zijn schilderstijl was verwant aan het werk van Henri Matisse. Hij verbleef van 1907 tot 1908 gedurende een jaar in Ploumanac`h (Perros-Guirec) in de provincie Bretagne en kwam een jaar later in contact met de schilders Albert Gleizes en Robert Delaunay. In 1910 werd hij door Wassily Kandinsky gevraagd de tekst te schrijven voor een catalogus van de groepering Neue Künstlervereinigung München, waarvan hij ook lid werd, en in 1911 reisde hij naar Italië. Hij startte een atelier in de Rue Visconti in Parijs en nodigde gelijkgestemde kunstenaars uit om lessen te volgen van Paul Cézanne. Met de schilders Jean Metzinger, Albert Gleizes, Fernand Léger, Robert Delaunay, droeg hij bij aan het schandaal genaamd kubisme tijdens de Salon des Indépendants van 1911. Le Fauconnier maakte ook deel uit van de groepering Section d'Or.
In 1912 nam hij met Alexander Archipenko deel aan een expositie in het Museum Folkwang in Hagen. Nog in hetzelfde jaar kreeg hij de leiding over de Parijse Académie de la Palette, waar hij onder andere les gaf aan Marc Chagall. Hij huwde in 1912 in Moskou met de Russische Maroussia Barannikoff. Le Fauconnier werd in 1914, tijdens een verblijf in Domburg (bij Jan Toorop), verrast door het uitbreken van de Eerste Wereldoorlog en besloot, om de Franse dienstplicht te ontlopen, in Nederland te blijven. Hij oefende een grote invloed uit op de Bergense School en introduceerde de nieuwe kunststromingen in Nederland. Hij ging in 1919 in Bergen wonen. Pas in 1920 keerde het echtpaar Le Fauconnier naar Parijs terug. 
Hij woonde vanaf 1923 gedurende de zomermaanden in Grosrouvre, Île-de-France. In 1932 overleed Maroussia. Le Fauconnier stierf daar in 1946 aan een hartaanval. Zijn lichaam werd pas na 2 weken gevonden. Hij werd bijgezet in het graf van zijn echtgenote in Grosrouvre.

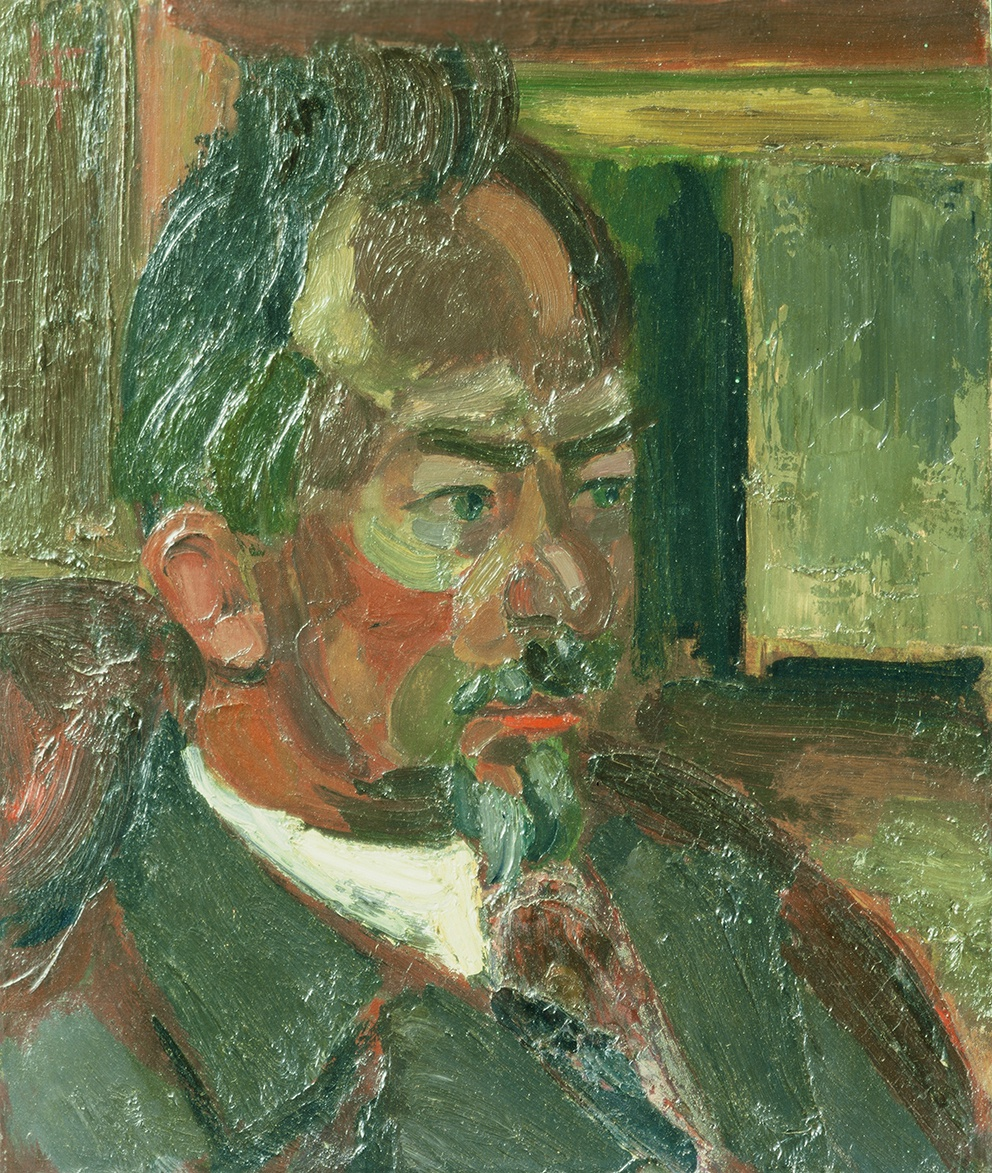
Albert Verwey door Le Fauconnier
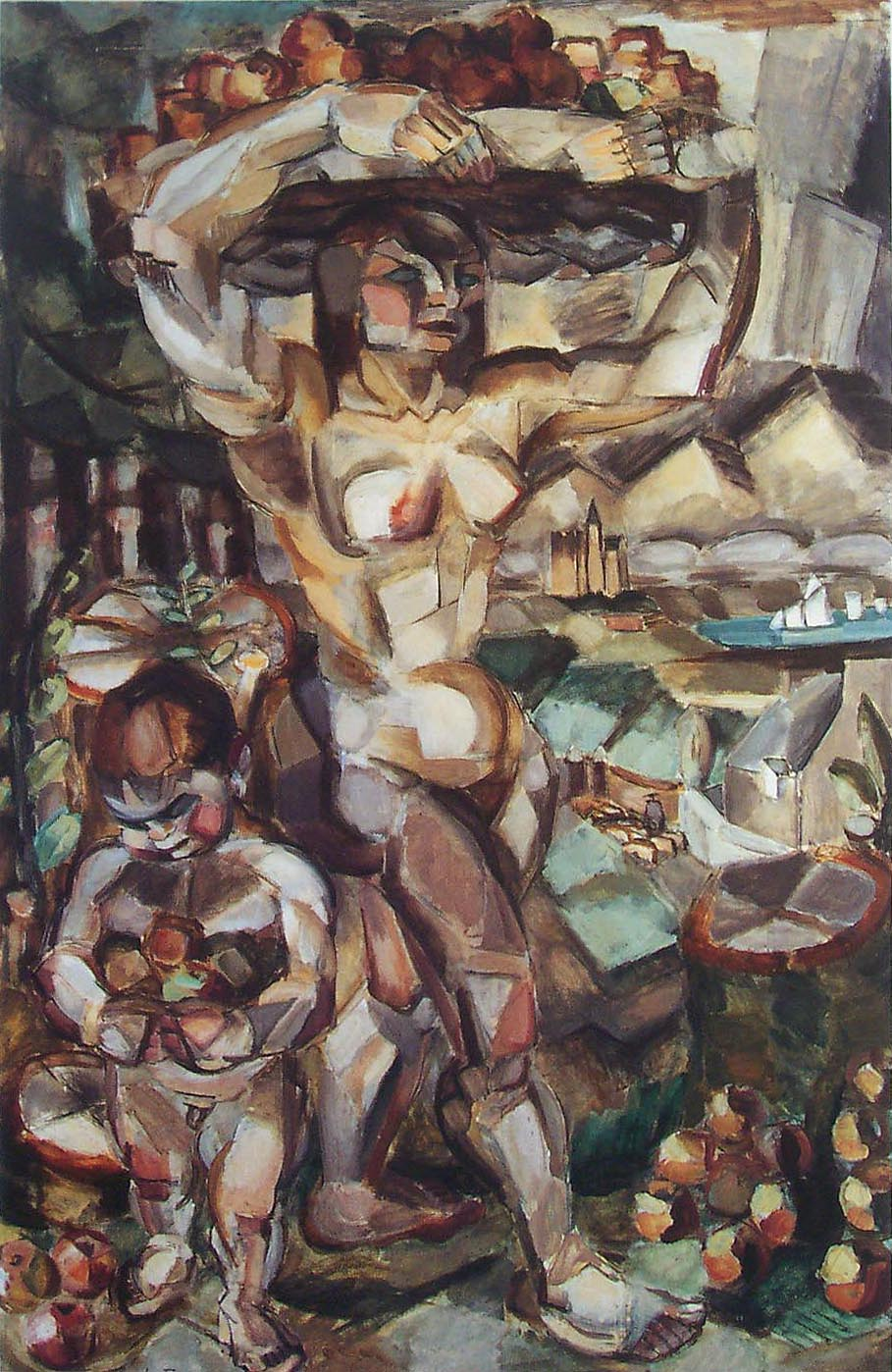
L'abondance
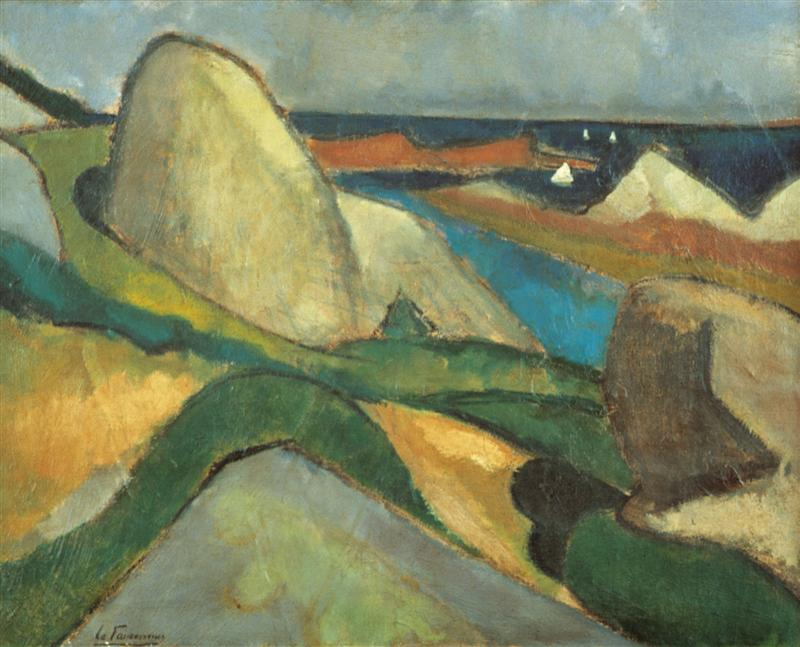
Henri Le Fauconnier, Ploumanac'h (1908). Museum Kranenburgh, Bergen

## Zijn werk
Le Fauconnier doorliep tijdens zijn leven als kunstenaar diverse fasen. Allereerst een Neo-impressionistische periode (1905-1907), dan een Bretonse periode (1908) in de stijl van de Nabis en de Fauves. Vervolgens een kubistische periode (1909-1913) en een expressionistische periode (1914-1919) in Nederland. 
Zijn grootste bekendheid verwierf de kunstenaar evenwel met zijn oeuvre in het door kubisme en futurisme beïnvloede werk uit de periode kort voor de Eerste Wereldoorlog. 
Zijn werk bevindt zich in vele musea in Frankrijk (Brest, Beauvais, Lyon, Parijs), Nederland (Den Haag, Haarlem, Bergen), Rusland (Sint-Petersburg), Duitsland (Bremen), Oostenrijk (Wenen) en de Verenigde Staten (New York).

## Openbare collecties
- Museum Kranenburgh in Bergen (NH)
- Stedelijk Museum Alkmaar in Alkmaar

- Bibliothèque nationale de France: cb149071216 (data)
- Digitale Bibliotheek voor de Nederlandse Letteren: le_f001
- Gemeinsame Normdatei: 128866748
- International Standard Name Identifier: 0000 0001 1570 587X
- Library of Congress Control Number: nr93023307
- Musée national d'archéologie, d'histoire et d'art: lkl003455
- Nationale Bibliotheek van Israël: 987007434236605171
- Nederlandse Thesaurus van Auteursnamen: 070653178
- RKD-Nederlands Instituut voor Kunstgeschiedenis: 98506
- SNAC: w6989jw2
- Système universitaire de documentation: 171535677
- Museum of New Zealand Te Papa Tongarewa: 1331
- Union List of Artist Names: 500015082
- Virtual International Authority File: 52752552
- WorldCat: E39PBJh8QC4Pff7XxvfDxmBVmd